# Homo naledi
Homo naledi – kopalny gatunek człowieka, odkryty w październiku 2013 roku podczas prac archeologicznych prowadzonych przez międzynarodowy zespół pod kierownictwem Lee R. Bergera w jednej z jaskiń na terenie Republiki Południowej Afryki. Po raz pierwszy gatunek opisano naukowo w 2015 roku w elektronicznym wydaniu eLife. Żył w plejstocenie; dokładny wiek znanych skamieniałości przedstawicieli gatunku jest niepewny, lecz badania Dirksa i współpracowników (2017) pozwoliły na stwierdzenie, że skamieniałości te najprawdopodobniej mają nie mniej niż 236 tysięcy lat i nie więcej niż 335 tysięcy lat.

## Odkrycie

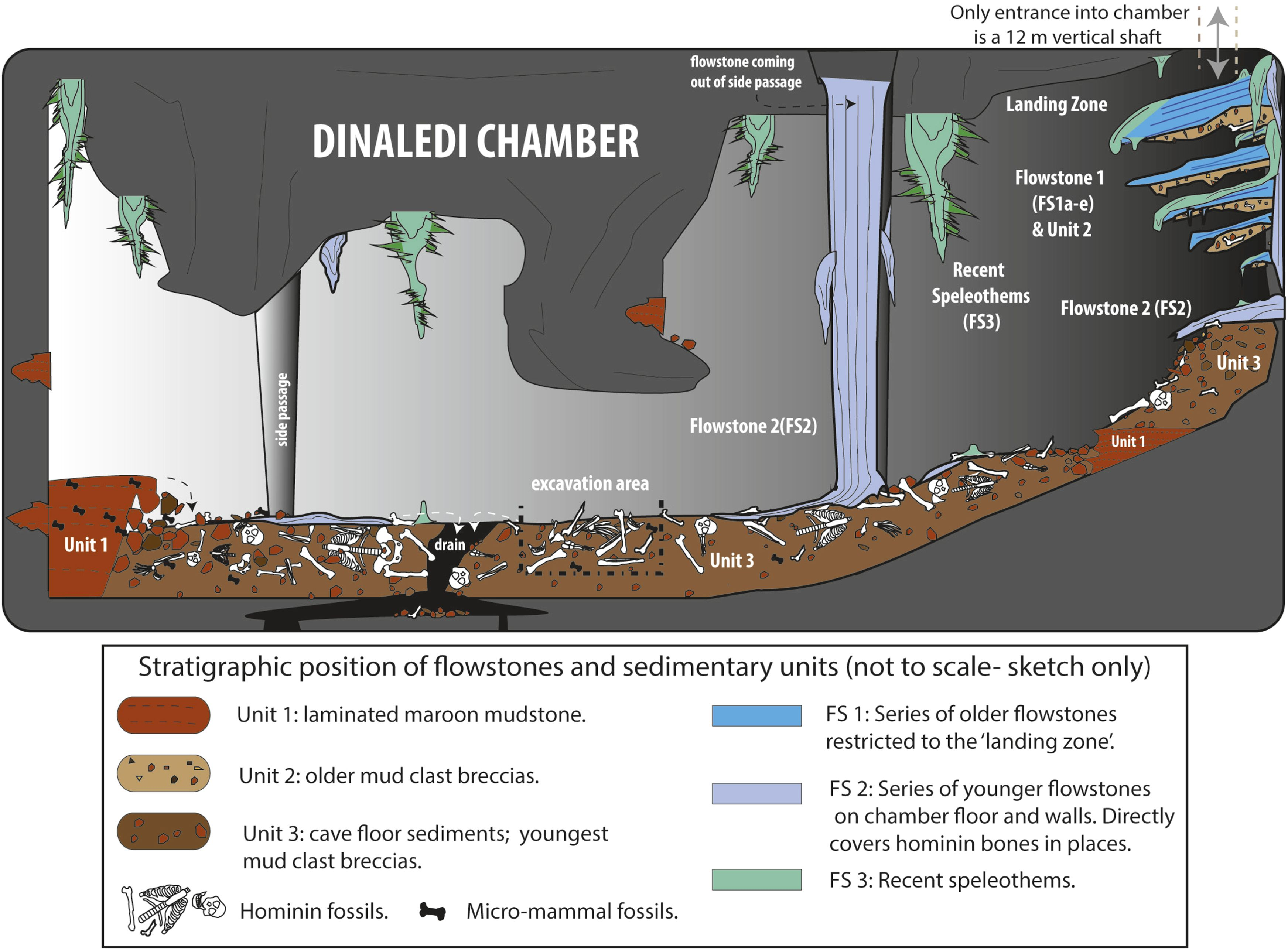
Przekrój komory Dinaledi, z zaznaczonymi skamieniałymi szczątkami H. naledi

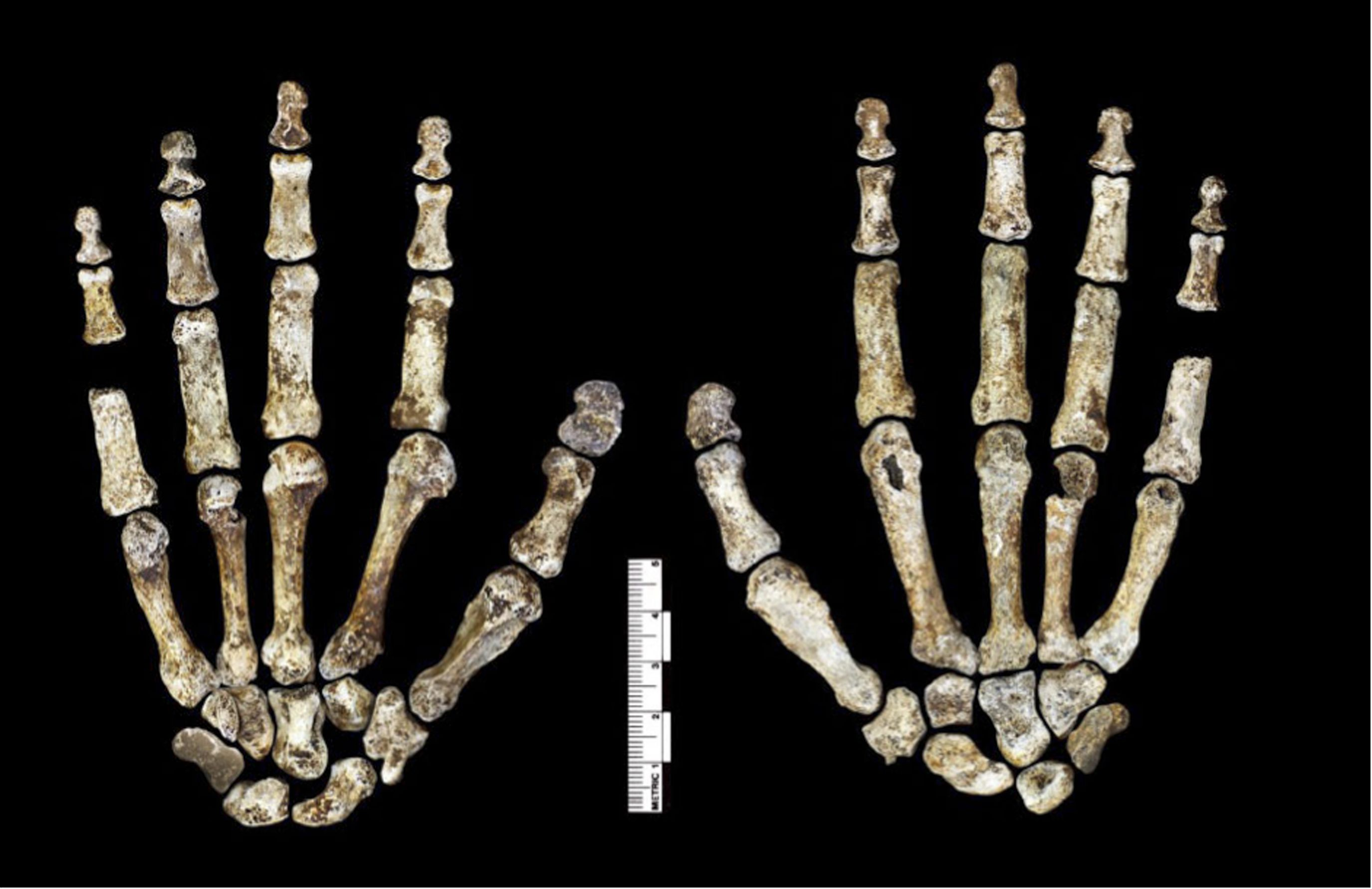
Kościec rąk H. naledi

Odkrycia dokonano w komorze Dinaledi (na głębokości około 30 m) w trudno dostępnych głębokich partiach jaskini Rising Star (26°1′13′′ S; 27°42′43′′ E), położonej w prowincji Gauteng w odległości ok. 50 km na północny zachód od Johannesburga. W jaskini odnaleziono skamieniałe szczątki (1550 kości) należące do co najmniej 15 osobników, które prawdopodobnie zostały tam złożone w ramach rytualnego pochówku. Było to największe pod względem ilościowym znalezisko skamieniałości gatunku należącego do Hominini spośród odkrytych na kontynencie afrykańskim. 
Odkrywcy są przekonani, że odkryta, trudno dostępna część jaskini była komorą grobową, w której członkowie ówczesnej społeczności w sposób świadomy i celowy składali ciała zmarłych krewnych. Naukowcy podkreślają, że odnotowanie u H. naledi tego typu zachowań, charakterystycznych dla współczesnych ludzi, było ogromnym zaskoczeniem.
Nazwa gatunkowa naledi pochodzi z języka sotho i znaczy gwiazda. Nazwa ta nawiązuje do lokalizacji jaskini. Holotyp stanowi okaz odkryty w marcu 2014 roku w obrębie komory Dinaledi. Jest przechowywany w Evolutionary Studies Institute na Uniwersytecie w Witwatersrand w Johannesburgu.

## Morfologia
Naukowcy wykazali liczne różnice w budowie ciała odkrytego gatunku w stosunku do znanych okazów prehistorycznych człowiekowatych: Australopithecus afarensis, Australopithecus africanus, Australopithecus sediba, Homo habilis, Homo rudolfensis, Homo erectus, Homo floresiensis, Homo antecessor czy Homo heidelbergensis. Przedstawiciele Homo naledi osiągali wzrost około 150 cm przy masie ciała ok. 45 kg (przeprowadzone symulacje wskazały na przedział 39,7–55,8 kg). Biodra wykazywały podobieństwo do szkieletu żeńskiego osobnika Australopithecus afarensis nazywanego Lucy, a przednie kończyny były dobrze przystosowane do wspinania. Objętość mózgu wynosiła ok. 500 cm³. Pod względem morfologicznym czaszka H. naledi wykazuje podobieństwo do czaszek wczesnych przedstawicieli rodzaju Homo, w tym do Homo erectus, Homo habilis i Homo rudolfensis, jednak jest to odrębny gatunek lokowany pomiędzy pierwotnymi naczelnymi, a bezpośrednimi przodkami H. sapiens. Uzębienie gatunku było prymitywne, o prostym zgryzie.